# Sais paraensis
Sais paraensis är en fjärilsart som beskrevs av Richard Haensch 1905. Sais paraensis ingår i släktet Sais och familjen praktfjärilar. Inga underarter finns listade.